# 1954년
1954년은 금요일로 시작하는 평년이다.

## 사건
- 3월 13일 - 베트남전: 베트남과 프랑스, 디엔비엔푸 전투 개시.
- 3월 21일 - 한국 표준시가 동경 127도 30분을 기준으로 30분 환원됨.
- 4월 26일 - 베트남 전쟁: 제네바 협정 개최.
- 5월 20일 - 대한민국 제3대 국회의원 선거 개시.
- 7월 21일 - 베트남 전쟁: 제네바 회의 최종선언 채택. 베트남, 17도선을 경계로 분단.
- 7월 29일 - 《반지 원정대》가 영국에서 출판되다.
- 8월 1일 - 《이창》 개봉.
- 8월 15일 - 경부선 급행열차 통일호 개통(운행시간 9시간 30분)하다.
- 8월 24일 - 미국, 공산주의자 단속법 제정.
- 9월 8일 - 동남아시아의 반공산주의 집단방위기구인 동남아시아조약기구(SEATO) 발족.
- 9월 15일 -  3월 1일의 비키니 환초 수소폭탄 실험에 참가했던 158명 중 11명이 갑상선암에 걸려 2세 유전 등 문제가 됨.
- 10월 9일 - 미국은 한국에 대한 석유 공급을 중지되다.
- 11월 6일 - 유엔 총회서 미국-영국 등 60개국, 원자력 평화이용 공동결의안 제출.
- 11월 27일 - 대한민국, 개헌안 국회표결.
- 11월 29일 - 대한민국, 사사오입 개헌 실시.
- 대한민국의 김포국제공항 사용이 허가되다.

## 문화
- 1월 1일 - 미국 NBC 컬러 텔레비전 방송을 시작.
- 4월 2일 - 카디프 공항 개항.
- 4월 20일 - 한국외국어대학교 개교.
- 4월 24일 - 인하공과대학 개교.
- 6월 16일 - 1954년 FIFA 월드컵 개막. (~ 7월 4일)
- 12월 15일 - 대한민국 최초의 민영 방송 CBS 기독교방송 라디오 개국.

## 탄생

### 1월
- 1월 1일
  - 대한민국의 교육인 이건.
  - 미국의 정치인 밥 메넨데스.
  - 대한민국의 MC, 아나운서 왕종근.
- 1월 3일 - 대한민국의 대한민국의 기자, 정치인 김기만.
- 1월 4일 - 미국의 성우 겸 피아니스트 제임스 카터 카스카트.
- 1월 5일 - 대한민국의 전 사회기관단체인 정명진.
- 1월 6일 - 대한민국의 동물행동학자. 초대 국립생태원장 최재천.
- 1월 8일 - 대한민국의 정치인 장광근. (~2023년)
- 1월 9일
  - 일본의 테러리스트 기리시마 사토시. (~2024년)
  - 영국의 소설가 필리파 그레고리.
- 1월 10일
  - 대한민국의 성우 이호인.
  - 대한민국의 팝페라 가수 키메라.
- 1월 14일
  - 대한민국의 정치인 유필우.
  - 일본의 정치인 히라오카 히데오.
- 1월 18일 - 대한민국의 프로듀서 이호연. (~2018년)
- 1월 19일
  - 미국의 배우, 싱어송라이터 케이티 사갈.
  - 일본의 싱어송라이터, 작가 마츠토야 유미.
- 1월 21일 - 대한민국의 배우 정소녀.
- 1월 28일
  - 프랑스의 축구 선수 및 축구 감독 브뤼노 메취. (~2013년)
  - 일본의 성우 시오자와 카네토.
  - 대한민국의 배우 문대성.
- 1월 29일 - 미국의 방송인 오프라 윈프리.
- 1월 30일
  - 대한민국의 가수 유현상 (백두산).
  - 대한민국의 행정학자 남궁근.

### 2월
- 2월 2일 - 미국의 모델 크리스티 브링클리.
- 2월 4일 - 일본의 성우 치바 시게루.
- 2월 7일 - 대한민국의 전문직업인 김성.
- 2월 8일
  - 대한민국의 범죄자 지강헌. (~1988년)
  - 일본의 만화가, 애니메이션, 비디오 게임 히로이 오지.
- 2월 9일 - 대한민국의 가수 최성원.
- 2월 14일
  - 일본의 배구 선수 아리키다 유코. (~2024년)
  - 일본의 작곡가 다나카 고헤이.
  - 우크라이나 태생의 러시아 수학자 블라디미르 드린펠트.
- 2월 15일
  - 미국의 만화가 맷 그레이닝.
  - 몰도바의 외교관 미하이 벌란.
- 2월 17일
  - 대한민국의 기업인 김철수. (~2007년)
  - 대한민국의 배우 한정국.
  - 미국의 배우 러네이 루소.
- 2월 18일
  - 대한민국의 배우 겸 가수 임선택.
  - 미국의 영화 배우 존 트래볼타.
- 2월 19일 - 브라질의 전 축구 선수 소크라치스. (~2011년)
- 2월 22일 - 대한민국의 가수 김창완.
- 2월 23일
  - 대한민국의 작가 김운경.
  - 우크라이나의 제3대 대통령 빅토르 유셴코.
- 2월 24일 - 미국의 게임 프로그래머, 게임 디자이너 시드 마이어.
- 2월 26일
  - 대한민국의 배우 하미혜.
  - 일본의 레슬링 선수 에토 마사키,
  - 튀르키예의 정치인 레제프 타이이프 에르도안.
- 2월 28일 - 벨기에의 수학자 장 부르갱. (~2018년)

### 3월
- 3월 1일 - 미국의 영화 감독, 배우 론 하워드.
- 3월 2일
  - 대한민국의 배우 송민형. (~2024년)
  - 일본의 성우, 영화배우 타카시마 가라.
- 3월 4일
  - 캐나다, 미국의 배우 캐서린 오하라.
  - 프랑스의 총리 프랑수아 피용.
- 3월 6일 - 독일의 전 축구 선수 하랄트 슈마허.
- 3월 9일
  - 대한민국의 정치인 김충환.
  - 프랑스의 기업인 카를로스 곤.
  - 일본의 외교관 이노마타 히로시.
- 3월 10일
  - 대한민국의 축구 선수, 축구 감독 손종석. (~2020년)
  - 대한민국의 가수 권성희.
  - 벨기에의 영화감독 뤼크 다르덴.
- 3월 12일 - 대한민국의 야구 선수 박철순.
- 3월 13일 - 미국의 전 야구 선수 랜디 바스.
- 3월 18일 - 대한민국의 성우 유제상.
- 3월 19일 - 대한민국의 축구 선수 조광래.
- 3월 22일
  - 대한민국의 축구 선수, 지도자 한문배.
  - 대한민국의 정치인 신경림.
- 3월 23일
  - 대한민국의 헌법재판소, 법조인 김택수.
  - 대한민국의 가수 이영.
- 3월 24일
  - 미국의 정치인 마이크 브런.
  - 콜롬비아의 가수 라파엘 오로스코 마에스트레. (~1992년)
- 3월 26일
  - 대한민국의 가수 전영록.
  - 일본의 배우 이노우에 카즈히코.
- 3월 27일 - 대한민국의 배우 이숙.
- 3월 28일 - 홍콩의 수학자 람시우포.
- 3월 29일 - 대한민국의 정치인 김한종.

### 4월
- 4월 1일
  - 대한민국의 소설가, 영화감독 이창동.
  - 일본의 음악가, 음악 프로듀서 히라사와 스스무.
- 4월 3일 - 독일계 한국인 방송인 이참.
- 4월 4일 - 대한민국의 공무원, 정치인 최문순.
- 4월 7일
  - 대한민국의 법조인 겸 정치인, 제17대 국회의원 이원영.
  - 홍콩의 영화배우 성룡.
- 4월 8일 - 미국의 야구 선수 게리 카터.
- 4월 9일
  - 대한민국의 정치인 차긍호. (~2014년)
  - 미국의 배우 데니스 퀘이드.
- 4월 10일
  - 대한민국의 정치인 정운천.
  - 미국의 프로레슬링 선수 폴 베어러.
- 4월 13일
  - 미국의 음악가 지미 데스트리.
  - 브라질의 축구 선수, 정치인 호베르투 지나미치.
- 4월 17일
  - 대한민국의 시사 만화가 김상택. (~2009년)
  - 캐나다의 프로레슬링 선수 로디 파이퍼.
- 4월 19일 - 대한민국의 가수, 성우 한경애.
- 4월 20일 - 대한민국의 군인 성일환.
- 4월 21일 - 대한민국의 축구 선수 조광래.
- 4월 22일 - 일본의 배우, 성우 나카타 죠지.
- 4월 23일
  - 대한민국의 제32·33대 총무원장 자승. (~2023년)
  - 미국의 영화감독이자 작가 마이클 무어.
- 4월 26일 - 대한민국의 신학자, 목회자 문성모.
- 4월 27일 - 대한민국의 가수 구창모.
- 4월 29일 - 미국의 배우, 희극인 제리 사인펠드.
- 4월 30일 - 뉴질랜드의 영화 감독 제인 캠피언.

### 5월
- 5월 3일
  - 대한민국의 배우 태민영. (~2000년)
  - 대한민국의 군인 권혁순.
- 5월 4일 - 대한민국의 영화배우 남윤정. (~2012년)
- 5월 5일 - 대한민국의 방송인, 프로듀서 김현준.
- 5월 11일 - 대한민국의 변호사 엄상익.
- 5월 13일 - 오스트레일리아 태생의 아일랜드의 가수 조니 로건.
- 5월 14일 - 영국의 의학자 피터 J. 랫클리프.
- 5월 18일 - 대한민국의 국회의원 김상희.
- 5월 19일
  - 대한민국의 프리랜서 아나운서 원종배.
  - 대한민국의 배우 문숙.
- 5월 20일 - 대한민국의 기업가이며 전직 개혁국민신당 중앙대표위원 김헌태.
- 5월 23일
  - 대한민국의 야구 선수 김재박.
  - 대한민국의 가수 고정숙, 고재숙. (바니걸스)
  - 일본이 정치인 시모무라 하쿠분.
- 5월 25일 - 대한민국의 배우 정한헌.
- 5월 27일 - 대한민국의 성우 유지영.
- 5월 30일 - 일본의 정치인 구키 구니야스.
- 5월 31일
  - 대한민국의 가수 박일준.
  - 일본의 정치인 오자와 사키히토.

### 6월
- 6월 2일
  - 대한민국의 영화 배우 강희.
  - 미국의 컴퓨터과학자 E. 앨런 에머슨. (~2024년)
  - 미국의 배우 데니스 헤이스버트.
- 6월 4일
  - 대한민국의 배우 정윤희.
  - 일본의 배우, 성우 야마지 카즈히로.
- 6월 6일 - 미국의 배우, 극작가 하비 피어스타인.
- 6월 9일 - 미국의 만화가 조지 페레스. (~2022년)
- 6월 11일 - 대한민국의 전 프로레슬링 선수 이왕표. (~2018년)
- 6월 13일 - 라트비아의 정치인 빌리스 크리슈토판스.
- 6월 14일 - 미국의 배우 윌 패튼.
- 6월 15일
  - 대한민국의 바둑 기사 허장회.
  - 미국의 배우, 희극인, 음악가 제임스 벨루시.
- 6월 17일 - 대한민국의 전 경찰공무원, 은행인 최성호.
- 6월 18일 - 소련의 역도 선수 빅토르 마진. (~2022년)
- 6월 20일 - 이스라엘의 우주비행사 일란 라몬.
- 6월 21일 - 대한민국의 기업인 조수호. (~2006년)
- 6월 22일
  - 대한민국의 희극인 이홍렬.
  - 대한민국의 배우, 정치인 정한용.
  - 독일의 영화감독 볼프강 베커. (~2024년)
- 6월 29일
  - 브라질 전직 축구 선수 레오베지우두 링스 다 가마 주니오르.
  - 대한민국의 전 기업인 김시우.
- 6월 30일 - 대한민국의 정치인 박근령.

### 7월
- 7월 6일
  - 대한민국의 야구 선수 장효조. (~2011년)
  - 미국의 야구 선수 윌리 랜돌프.
- 7월 8일 - 이탈리아의 유도 선수, 정치인 펠리체 마리아니.
- 7월 10일
  - 대한민국의 정치인 이상헌.
  - 미국의 배우 켄 올린.
- 7월 12일 - 독일의 전직 축구 선수 볼프강 드렘러.
- 7월 15일
  - 아르헨티나의 전 축구 선수, 현 축구 감독 마리오 켐페스.
  - 대한민국의 희극인 최영준.
- 7월 17일 - 독일의 정치가 앙겔라 메르켈.
- 7월 20일
  - 대한민국의 바둑 기사 홍태선. (~2023년)
  - 대한민국의 패션 디자이너 지춘희.
- 7월 23일 - 대한민국의 사회 운동가, 정치인 서영택.
- 7월 26일 - 대한민국의 대학 총장 황선혜.
- 7월 28일
  - 독일의 수학자 게르트 팔팅스.
  - 베네수엘라의 대통령 우고 차베스. (~2013년)
- 7월 29일 - 일본의 정치인 시이 가즈오.

### 8월
- 8월 1일 - 일본의 배우 겸 성우 모리타 준페이.
- 8월 4일 - 대한민국의 공무원, 정치인, 의원 이석주.
- 8월 7일
  - 대한민국의 배우 강철.
  - 대한민국의 법학자 곽노현.
  - 우크라이나의 변호사, 기업인, 정치인 빅토르 메드베드추크.
- 8월 10일 - 조선민주주의인민공화국의 정치인 김평일.
- 8월 12일 - 프랑스의 정치가 프랑수아 올랑드.
- 8월 15일 - 스웨덴의 언론인, 작가 스티그 라르손. (~2004년)
- 8월 15일 ~ 8월 16일 광복절 징검다리 연휴 (2일)
- 8월 16일 - 캐나다의 영화 감독 제임스 카메론.
- 8월 18일 - 대한민국의 전 축구 선수, 현 축구 행정가 조영증.
- 8월 21일
  - 대한민국의 국가공무원 김명수.
  - 프랑스의 전 축구 선수 디디에 시스.
- 8월 24일 - 이탈리아의 배우 리나 폴리토.
- 8월 28일 - 미국의 체스 선수 제러미 실먼. (~2023년)
- 8월 29일 - 대한민국의 공무원 정창영.
- 8월 30일
  - 벨라루스의 대통령 알렉산드르 루카셴코.
  - 미국의 배우 데이비드 페이머.
- 8월 31일 - 잉글랜드의 모델 캐롤라인 코시.

### 9월
- 9월 1일 - 대한민국의 시인 겸 대학 교수 최승호.
- 9월 2일 - 대한민국의 배우 김효원.
- 9월 8일
  - 대한민국의 배우 최상훈.
  - 미국의 활동운동가 루비 브리지스.
  - 스웨덴의 펜싱 선수 요한 하르멘베리.
- 9월 12일 - 대한민국의 교육자 이진실.
- 9월 13일 - 일본의 축구 선수 우에키 시게하루. (~2024년)
- 9월 14일 - 대한민국의 외교관 위성락.
- 9월 15일 - 대한민국의 가수 혜은이.
- 9월 16일 - 대한민국의 성우 이봉준.
- 9월 17일 - 대한민국의 기업인 홍석준.
- 9월 19일
  - 대한민국의 공무원 정순갑. (~2025년)
  - 대한민국의 전문직업인 권혁수.
- 9월 20일 - 대한민국의 공무원, 정치인 이재균. (~2025년)
- 9월 21일
  - 대한민국의 희극인 김학래.
  - 일본의 정치인 아베 신조. (~2022년)
  - 모터헤드의 전 드러머 필 테일러.
- 9월 22일 - 대한민국의 언론인 송희영.
- 9월 23일 - 이탈리아의 배우 조반니 롬바르도 라디체. (~2023년)
- 9월 24일
  - 미국의 정치인 애슈턴 카터. (~2022년)
  - 이탈리아의 전직 축구 선수, 축구 감독 마르코 타르델리.
- 9월 27일
  - 미국의 컴퓨터 과학자, 저술가 래리 월.
  - 대한민국의 바둑 기사 이홍열.
  - 대한민국의 성우 김성희.
- 9월 28일 - 조선민주주의인민공화국의 군인 이웅평. (~2002년)
- 9월 30일 - 대한민국의 가수 전인권.

### 10월
- 10월 2일 - 미국의 배우 로렌 브라코.
- 10월 3일
  - 미국의 블루스 기타리스트 스티비 레이 본. (~1990년)
  - 대한민국의 로봇공학자 오준호.
  - 미국의 배우 켄 왈.
- 10월 5일 - 대한민국의 가수 이박사.
- 10월 8일 - 대한민국의 배우 김성찬. (~1999년)
- 10월 10일
  - 일본의 재일 한국인 지휘자 김홍재.
  - 대한민국의 가수 정태춘.
  - 미국의 록 가수, 작곡가, 배우, 작가, 전직 라디오 방송인 데이비드 리 로스.
- 10월 13일 - 오만의 술탄 하이탐 빈 타리크 알사이드.
- 10월 14일 - 대한민국의 정치인 김상우.
- 10월 15일 - 대한민국의 기업인 김신배.
- 10월 18일 - 일본의 음향감독, 성우 미츠야 유지.
- 10월 19일
  - 대한민국의 성우 권혁수.
  - 미국의 농구 선수 조 브라이언트. (~2024년)
  - 잉글랜드의 전 축구 선수, 현 축구 지도자 샘 앨러다이스.
- 10월 21일 - 대한민국의 배우 나한일.
- 10월 23일
  - 대한민국의 교수 이영무.
  - 타이완의 영화 감독 리안.
- 10월 24일 - 오스트레일리아의 정치인, 총리 맬컴 턴불.
- 10월 26일 - 대한민국의 교육자, 정치인 김성동.
- 10월 27일 - 대한민국의 정치인 김충섭.
- 10월 28일 - 대한민국의 기업인 이항복.
- 10월 29일
  - 영국의 소설가 리 차일드.
  - 일본의 전 축구 선수 세키구치 히사오.
- 10월 30일 - 대한민국의 사진가 김중만. (~2022년)

### 11월
- 11월 3일
  - 대한민국의 가수 이승희. (~2000년)
  - 중화민국의 배우 임청하.
- 11월 4일
  - 소련의 육상 선수 알렉산드르 악시닌. (~2020년)
  - 대한민국의 영화배우 권혁수.
- 11월 5일 - 아르헨티나의 전 축구 선수, 현 축구 감독 알레한드로 사벨라. (~2020년)
- 11월 8일 - 일본 태생 영국의 작가, 노벨 문학상 가즈오 이시구로.
- 11월 11일
  - 대한민국의 사회 운동가 이영해. (~2016년)
  - 대한민국의 언론인, 정치인 이병완.
- 11월 13일 - 미국의 배우 크리스 노스.
- 11월 14일
  - 그리스, 미국의 작곡가 야니.
  - 미국의 정치인 콘돌리자 라이스.
- 11월 15일
  - 독일의 전 축구 선수, 축구 국가대표팀의 감독 울리 슈틸리케.
  - 대한민국의 영부인 김정숙.
  - 대한민국의 성우 윤기황.
  - 폴란드의 대통령 알렉산데르 크바시니에프스키.
- 11월 19일
  - 대한민국의 정치인 김병수.
  - 대한민국의 목회자, 여의도순복음교회 담임목사 이영훈.
- 11월 20일 - 일본의 성우 겸 배우 시마다 빈.
- 11월 24일
  - 미국의 음악가 클렘 버크.
  - 세르비아의 영화 감독 에미르 쿠스투리차.
- 11월 27일 - 대한민국의 아나운서 표영준.
- 11월 28일 - 대한민국의 물리학자, 대학교수 장진.
- 11월 29일 - 미국의 영화 감독 조엘 코언.

### 12월
- 12월 2일 - 대한민국의 법조인, 정치인 천정배.
- 12월 3일 - 대한민국의 배우 양희경
- 12월 4일
  - 대한민국의 전 아나운서 박경희.
  - 미국의 배우 토니 토드. (~2024년)
- 12월 7일 - 대한민국의 성우 이향숙.
- 12월 8일 - 일본의 성우 시마모토 스미.
- 12월 9일 - 미국의 정치인 필 브라이언트.
- 12월 10일
  - 대한민국의 법조인, 정치인, 변호사 양승부.
  - 중화민국의 평론가 댈러스 롱. (~2024년)
- 12월 12일 - 대한민국의 전 법무부장관 천정배.
- 12월 17일 - 스페인의 전직 축구 선수, 축구 감독 피치 알론소.
- 12월 18일
  - 대한민국의 기자, 기상캐스터,공무원 조석준.
  - 대한민국의 배우 겸 번역가 조상구.
  - 미국의 배우 레이 리오타. (~2022년)
- 12월 22일
  - 대한민국의 교수, 북한학자 리영화.
  - 영국의 배우 휴 쿼시.
- 12월 24일 - 대한민국의 정치인 정동일. (~2023년)
- 12월 25일 - 영국의 음악가 애니 레녹스(유리스믹스).
- 12월 25일 ~ 12월 27일 성탄절 징검다리 연휴 (3일)
- 12월 27일 - 중국의 영화배우 송효영.
- 12월 28일 - 미국의 배우 덴절 워싱턴.
- 12월 29일 - 일본의 황족 다카마도노미야 노리히토. (~2002년)
- 12월 31일
  - 대한민국의 배우 김영민.
  - 스코틀랜드의 정치인 앨릭스 새먼드. (~2024년)

### 미상
- 대한민국의 여성 작곡가 김희경.
- 대한민국의 의학자 박승정.
- 미국의 배우 캐슬린 터너.
- 대한민국의 편집감독 김상범.
- 대한민국의 충청남도 당진시의원 김석준.
- 대한민국의 배우 김수진.
- 대한민국의 기업인 김창모.
- 대한민국의 공무원 박승규.
- 대한민국의 교수 박영태.
- 대한민국의 한국화가 박지현.
- 대한민국의 경기도 의정부시의원 이종화.
- 일본의 정치인 야마모토 히로시.
- 대한민국의 배우 최성웅.

## 사망

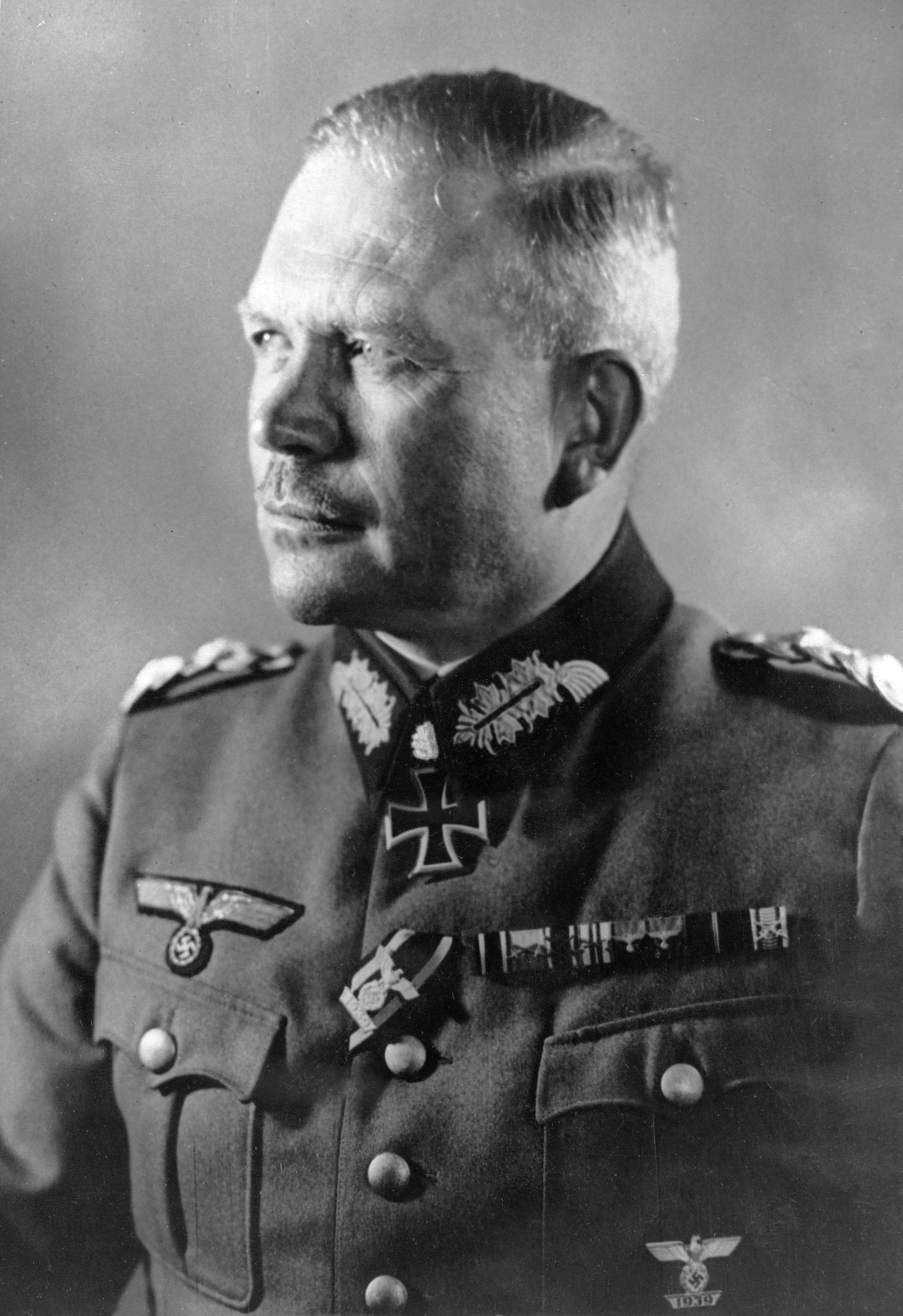
하인츠 구데리안

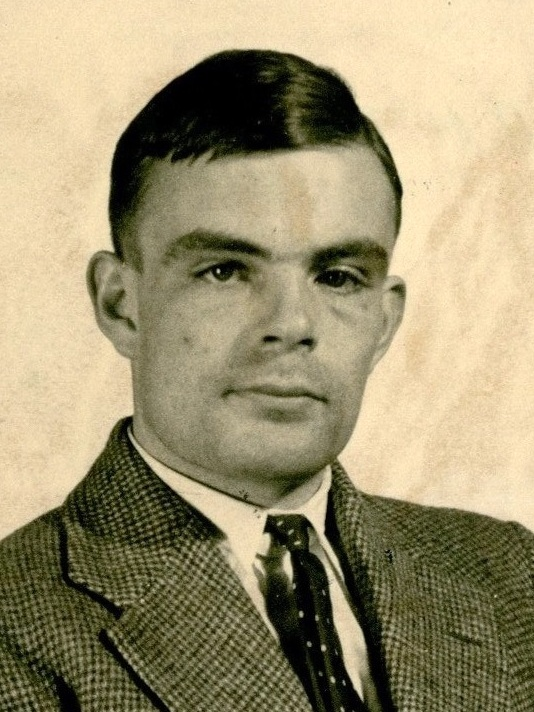
앨런 튜링

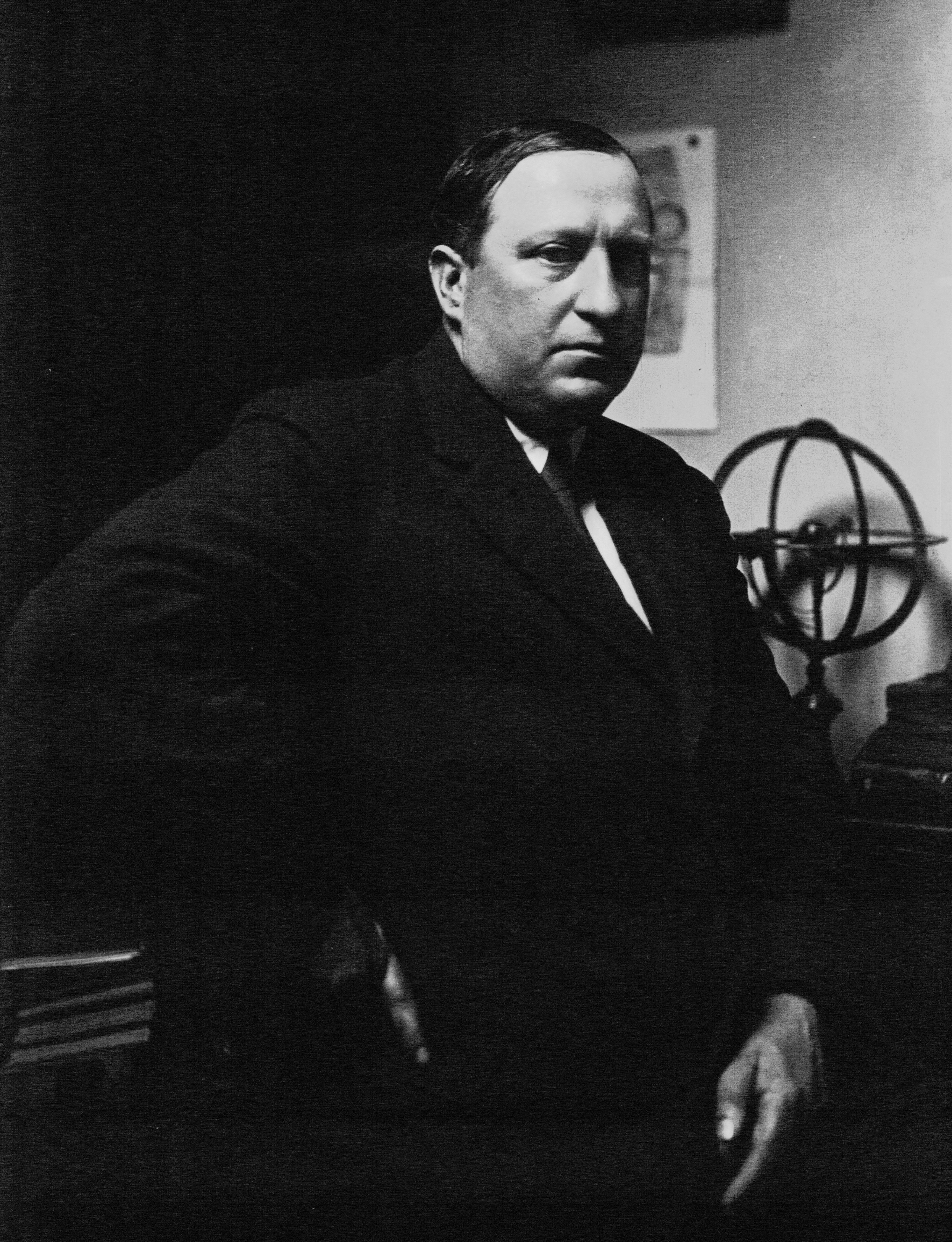
앙드레 드랭

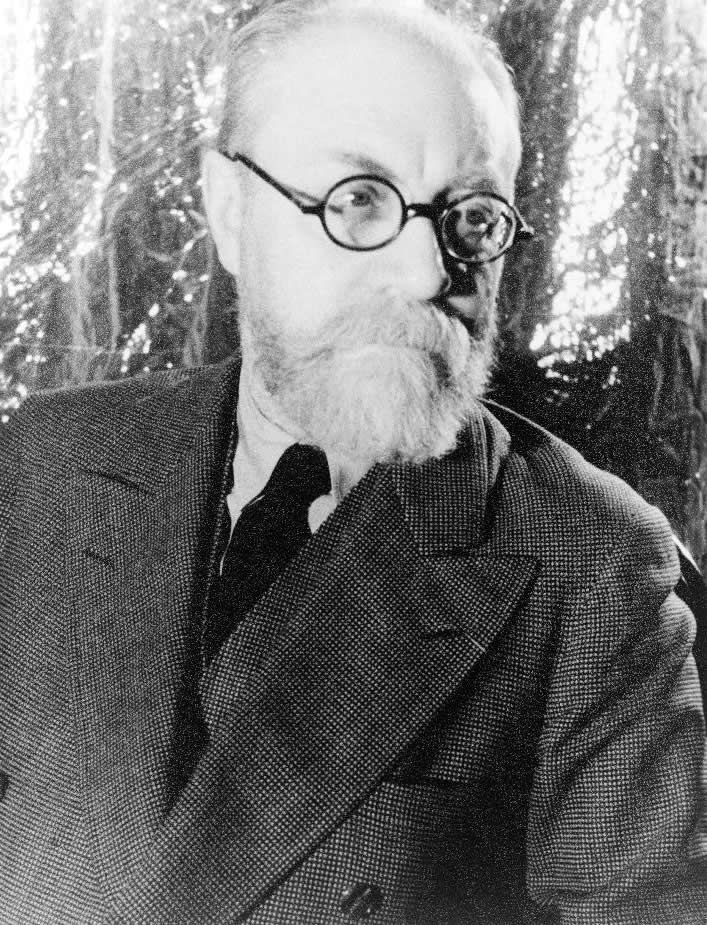
앙리 마티스

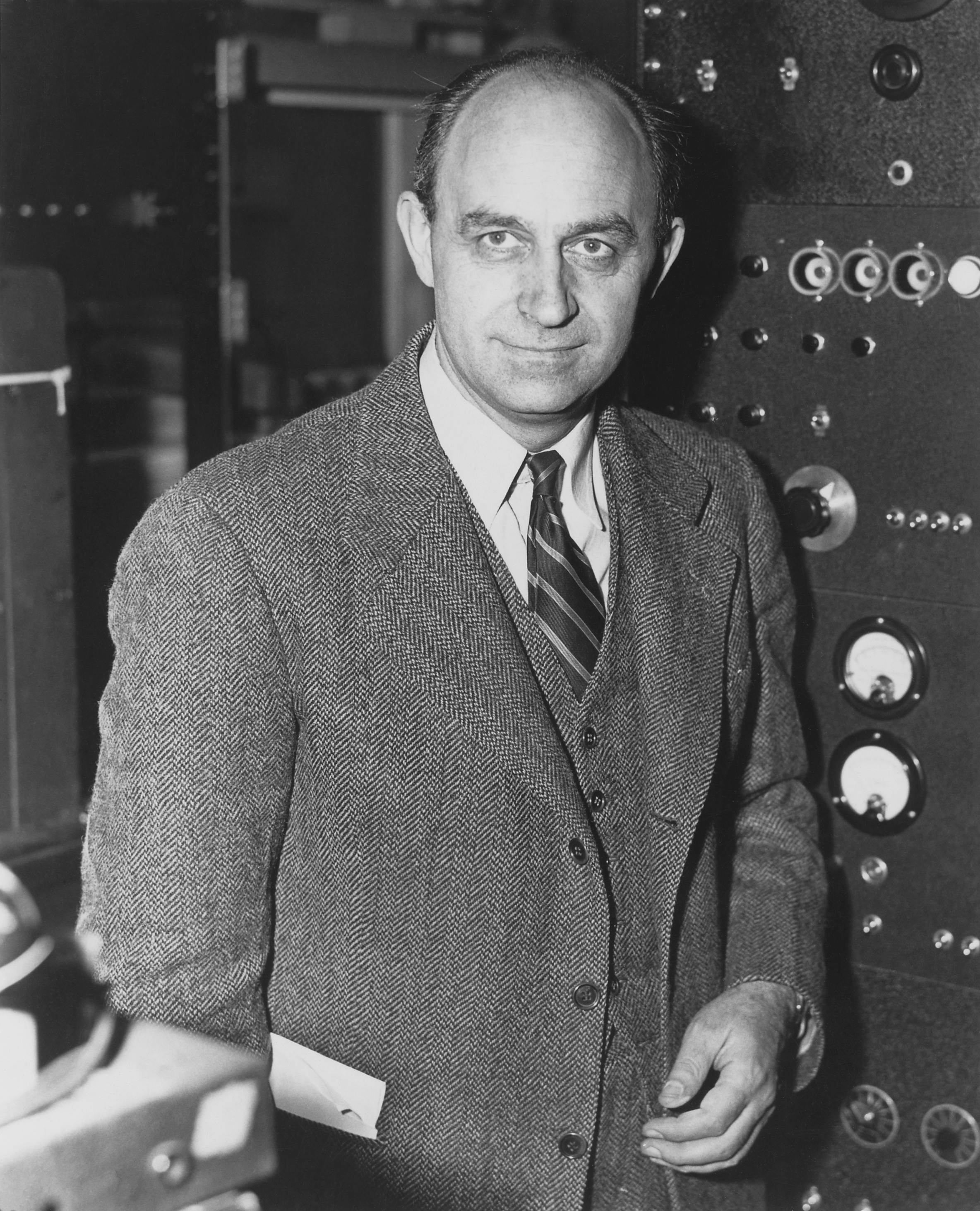
엔리코 페르미

- 2월 4일 - 대한민국의 정치인 박성우. (1909년~)
- 2월 5일 - 이탈리아의 체조 선수 알베르토 브랄리아. (1883년~)
- 3월 9일 - 독일의 작곡가 발터 브라운펠스. (1882년~)
- 3월 12일 - 독일의 사회학자 마리안 베버. (1870년~)
- 4월 7일 - 일본의 건축가 이토 주타. (1867년~)
- 4월 12일 - 일제강점기의 법조인 전병하. (1880년~)
- 5월 14일 - 독일의 군사이론가 하인츠 구데리안. (1888년~)
- 5월 16일 - 미국의 육상 선수 패트릭 맥도널드. (1878년~)
- 6월 7일 - 미국의 수학자, 과학자, 논리학자 앨런 튜링. (1912년~)
- 7월 16일 - 독일의 군악병 및 작곡가 헤름스 닐. (1888년~)
- 7월 27일 - 노르웨이의 스키점프 선수 야코브 툴린 탐스. (1898년~)
- 8월 3일 - 프랑스의 작가, 소설가 시도니 가브리엘 콜레트. (1873년~)
- 8월 12일 - 대한민국의 체육인 이영민. (1905년~)
- 8월 18일 - 대한민국의 독립운동가 이용. (1888년~)
- 9월 8일 - 프랑스의 예술가, 화가 앙드레 드랭. (1880년~)
- 10월 6일 - 일본의 정치인 오자키 유키오 (1858년~)
- 10월 27일 - 대한민국의 독립운동가 조완구. (1881년~)
- 11월 3일 - 프랑스의 화가 앙리 마티스. (1869년~)
- 11월 28일 - 이탈리아계 미국의 물리학자 엔리코 페르미. (1901년~)
- 11월 30일 - 독일의 지휘자 겸 작곡가 빌헬름 푸르트벵글러. (1886년~)
- 12월 15일 - 미국의 재즈 연주자 파파 셀레스틴. (1884년~)
- 12월 20일 - 영국 출신 미국의 소설가 제임스 힐턴. (1900년~)

## 노벨상
- 문학상: 어니스트 헤밍웨이. (《노인과 바다》)
- 물리학상: 막스 보른, 발터 보테
- 생리학 및 의학상:
- 평화상: 유엔 난민 고등판무관 사무소
- 화학상: 라이너스 폴링

## 달력
| 1월 |    |    |    |    |    |    |
| 일  | 월 | 화 | 수 | 목 | 금 | 토 |
|     |    |    |    |    | 1  | 2  |
| 3   | 4  | 5  | 6  | 7  | 8  | 9  |
| 10  | 11 | 12 | 13 | 14 | 15 | 16 |
| 17  | 18 | 19 | 20 | 21 | 22 | 23 |
| 24  | 25 | 26 | 27 | 28 | 29 | 30 |
| 31  |    |    |    |    |    |    |

| 2월 |    |    |    |    |    |    |
| 일  | 월 | 화 | 수 | 목 | 금 | 토 |
|     | 1  | 2  | 3  | 4  | 5  | 6  |
| 7   | 8  | 9  | 10 | 11 | 12 | 13 |
| 14  | 15 | 16 | 17 | 18 | 19 | 20 |
| 21  | 22 | 23 | 24 | 25 | 26 | 27 |
| 28  |    |    |    |    |    |    |

| 3월 |    |    |    |    |    |    |
| 일  | 월 | 화 | 수 | 목 | 금 | 토 |
|     | 1  | 2  | 3  | 4  | 5  | 6  |
| 7   | 8  | 9  | 10 | 11 | 12 | 13 |
| 14  | 15 | 16 | 17 | 18 | 19 | 20 |
| 21  | 22 | 23 | 24 | 25 | 26 | 27 |
| 28  | 29 | 30 | 31 |    |    |    |

| 4월 |    |    |    |    |    |    |
| 일  | 월 | 화 | 수 | 목 | 금 | 토 |
|     |    |    |    | 1  | 2  | 3  |
| 4   | 5  | 6  | 7  | 8  | 9  | 10 |
| 11  | 12 | 13 | 14 | 15 | 16 | 17 |
| 18  | 19 | 20 | 21 | 22 | 23 | 24 |
| 25  | 26 | 27 | 28 | 29 | 30 |    |

| 5월 |    |    |    |    |    |    |
| 일  | 월 | 화 | 수 | 목 | 금 | 토 |
|     |    |    |    |    |    | 1  |
| 2   | 3  | 4  | 5  | 6  | 7  | 8  |
| 9   | 10 | 11 | 12 | 13 | 14 | 15 |
| 16  | 17 | 18 | 19 | 20 | 21 | 22 |
| 23  | 24 | 25 | 26 | 27 | 28 | 29 |
| 30  | 31 |    |    |    |    |    |

| 6월 |    |    |    |    |    |    |
| 일  | 월 | 화 | 수 | 목 | 금 | 토 |
|     |    | 1  | 2  | 3  | 4  | 5  |
| 6   | 7  | 8  | 9  | 10 | 11 | 12 |
| 13  | 14 | 15 | 16 | 17 | 18 | 19 |
| 20  | 21 | 22 | 23 | 24 | 25 | 26 |
| 27  | 28 | 29 | 30 |    |    |    |

| 7월 |    |    |    |    |    |    |
| 일  | 월 | 화 | 수 | 목 | 금 | 토 |
|     |    |    |    | 1  | 2  | 3  |
| 4   | 5  | 6  | 7  | 8  | 9  | 10 |
| 11  | 12 | 13 | 14 | 15 | 16 | 17 |
| 18  | 19 | 20 | 21 | 22 | 23 | 24 |
| 25  | 26 | 27 | 28 | 29 | 30 | 31 |

| 8월 |    |    |    |    |    |    |
| 일  | 월 | 화 | 수 | 목 | 금 | 토 |
| 1   | 2  | 3  | 4  | 5  | 6  | 7  |
| 8   | 9  | 10 | 11 | 12 | 13 | 14 |
| 15  | 16 | 17 | 18 | 19 | 20 | 21 |
| 22  | 23 | 24 | 25 | 26 | 27 | 28 |
| 29  | 30 | 31 |    |    |    |    |

| 9월 |    |    |    |    |    |    |
| 일  | 월 | 화 | 수 | 목 | 금 | 토 |
|     |    |    | 1  | 2  | 3  | 4  |
| 5   | 6  | 7  | 8  | 9  | 10 | 11 |
| 12  | 13 | 14 | 15 | 16 | 17 | 18 |
| 19  | 20 | 21 | 22 | 23 | 24 | 25 |
| 26  | 27 | 28 | 29 | 30 |    |    |

| 10월 |    |    |    |    |    |    |
| 일   | 월 | 화 | 수 | 목 | 금 | 토 |
|      |    |    |    |    | 1  | 2  |
| 3    | 4  | 5  | 6  | 7  | 8  | 9  |
| 10   | 11 | 12 | 13 | 14 | 15 | 16 |
| 17   | 18 | 19 | 20 | 21 | 22 | 23 |
| 24   | 25 | 26 | 27 | 28 | 29 | 30 |
| 31   |    |    |    |    |    |    |

| 11월 |    |    |    |    |    |    |
| 일   | 월 | 화 | 수 | 목 | 금 | 토 |
|      | 1  | 2  | 3  | 4  | 5  | 6  |
| 7    | 8  | 9  | 10 | 11 | 12 | 13 |
| 14   | 15 | 16 | 17 | 18 | 19 | 20 |
| 21   | 22 | 23 | 24 | 25 | 26 | 27 |
| 28   | 29 | 30 |    |    |    |    |

| 12월 |    |    |    |    |    |    |
| 일   | 월 | 화 | 수 | 목 | 금 | 토 |
|      |    |    | 1  | 2  | 3  | 4  |
| 5    | 6  | 7  | 8  | 9  | 10 | 11 |
| 12   | 13 | 14 | 15 | 16 | 17 | 18 |
| 19   | 20 | 21 | 22 | 23 | 24 | 25 |
| 26   | 27 | 28 | 29 | 30 | 31 |    |

### 음양력 대조 일람
| 음력월 | 월건 | 대소 | 음력 1일의 양력 월일 | 음력 1일 간지 |
| ------ | ---- | ---- | -------------------- | ------------- |
| 1월    | 병인 | 소   | 2월 4일              | 신묘          |
| 2월    | 정묘 | 소   | 3월 5일              | 경신          |
| 3월    | 무진 | 대   | 4월 3일              | 기축          |
| 4월    | 기사 | 소   | 5월 3일              | 기미          |
| 5월    | 경오 | 소   | 6월 1일              | 무자          |
| 6월    | 신미 | 대   | 6월 30일             | 정사          |
| 7월    | 임신 | 소   | 7월 30일             | 정해          |
| 8월    | 계유 | 대   | 8월 28일             | 병진          |
| 9월    | 갑술 | 대   | 9월 27일             | 병술          |
| 10월   | 을해 | 소   | 10월 27일            | 병진          |
| 11월   | 병자 | 대   | 11월 25일            | 을유11월23    |
| 12월   | 정축 | 대   | 12월 25일            | 을묘          |